# Rue Steinlen
La rue Steinlen est une voie du 18e arrondissement de Paris, en France.

## Situation et accès
La rue Steinlen est une voie publique située dans le 18e arrondissement de Paris. Elle débute au 17, rue Damrémont et se termine au 4, rue Eugène-Carrière.
Le quartier est desservi par la ligne 12 à la station Lamarck - Caulaincourt.

## Origine du nom

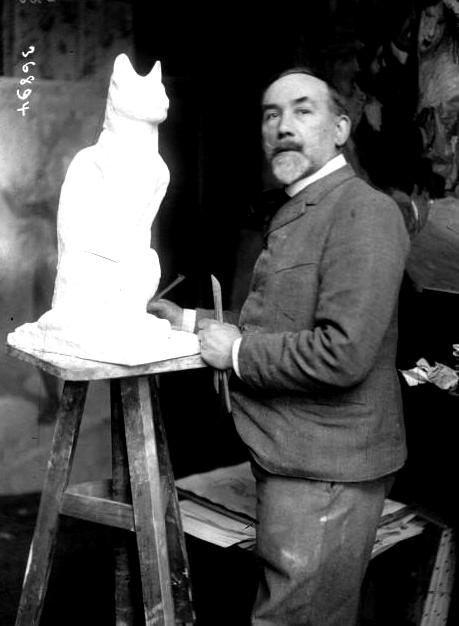
Théophile Steinlen.

Elle porte le nom du peintre et graveur français Théophile Alexandre Steinlen (1859-1923).

## Historique
Cette voie, qui s'est appelée initialement « rue Fontaine Saint-Denis », prend le nom de « rue Blandan » en 1910, avant d'être classée dans la voirie parisienne par un arrêté du 7 février 1933 et de prendre sa dénomination actuelle par un arrêté du 20 avril de la même année.

## Bâtiments remarquables et lieux de mémoire

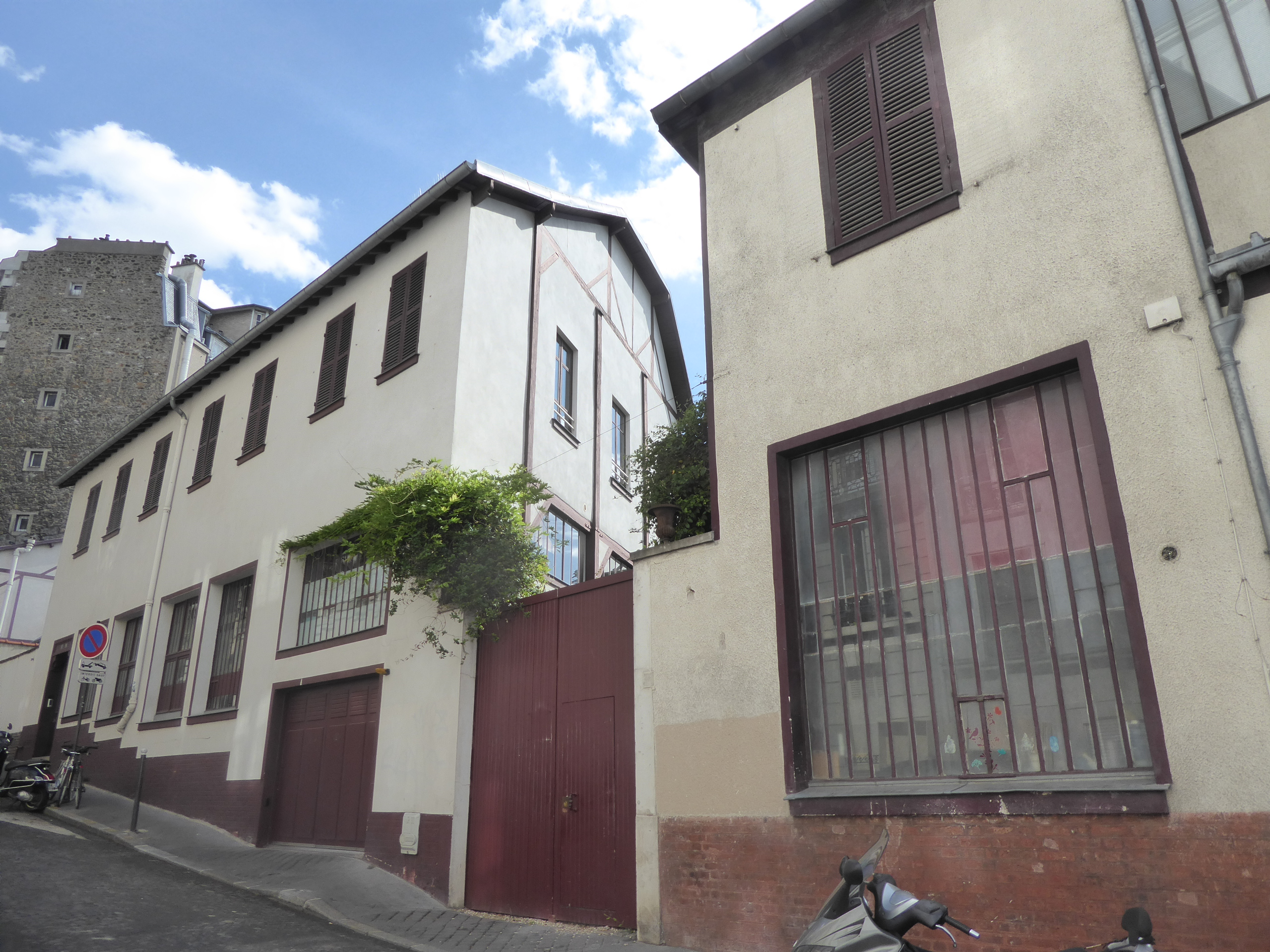
Façade et entrées de la cité d'artistes Les Fusains.

- No 4 (angle rue Damrémont) : immeuble construit par l’architecte H. Letourneur en 1900, signé en façade[2].
- Nos 5 et 7 : une des entrées de la cité d'artistes "Les Fusains" qui s'étend jusqu'à la rue Tourlaque.